# Nicolas II Esterházy
Nicolas II, prince d'Esterházy (hongrois : Esterházy II. Miklós, allemand : Nikolaus II Esterházy, né le 12 décembre 1765 à Vienne, décédé le 25 novembre 1833 à Côme, est un prince hongrois, membre de la célèbre famille Esterházy. Il a servi l'Empire autrichien. Il est également surtout connu pour sa collection d'art et pour son rôle comme mécène de la musique, en particulier comme dernier mécène de Joseph Haydn.

## Biographie
Nicolas est le fils du prince Anton Esterházy et de sa première épouse, Maria Theresia, comtesse Erdödy de Monyorokerek et Monoszló (1745-1782). 
Le prince (jusqu'en 1783 comte) Nicolas a été élevé à la cour de son grand-père, le prince Nicolas Ier Esterházy, entièrement dans l'esprit de l'Ancien Régime. Dans le château d'Esterháza en Hongrie, le garçon a connu l'opéra italien et les compositions du maître de chapelle princière Joseph Haydn. Il s'est également familiarisé avec le prestige qui s'attache à l'art et la pompe.
De 1779 au 1782, Nicolas a fréquenté avec son jeune frère Anton, le Collegium Juricum à Eger / Erlau où son parent, le comte Karl Esterházy (1725-1782) était évêque.
En 1783, le jeune Nicolas, âgé de 17 ans, a épousé Marie-Josèphe-Hermengilde de Liechtenstein, âgée de 15 ans, princesse du Liechtenstein (1768-1845), fille de François-Joseph Ier de Liechtenstein et de Léopoldine, née comtesse von Sternberg. Selon Mraz (2009b), le mariage n'a pas été heureux. Le couple a eu trois enfants : Paul (1786-1866), marié à Marie-Thérèse de Tour et Taxis et qui a succédé à Nicolas comme prince, Léopoldine (1788-1846), future épouse du prince Moritz von Liechtenstein, et Nicolas (1799-1844) qui souffrait d'un handicap mental.
Après son mariage, Nicolas avec son aide de camp Jean-Frédéric-Antoine Dattily, a entrepris le Grand Tour en Italie, où il a voyagé jusqu'en avril 1784. À Naples, le jeune Nikolaus a séjourné longtemps chez son cousin, l'ambassadeur impérial, le comte Anton Lamberg-Sprinzenstein (1740 à 1822), qui était un célèbre collectionneur d'art et connaisseur et qui est devenu un mentor tout au long de la vie du futur prince.
En 1786, Nicolas a entrepris sa formation militaire à Linz.

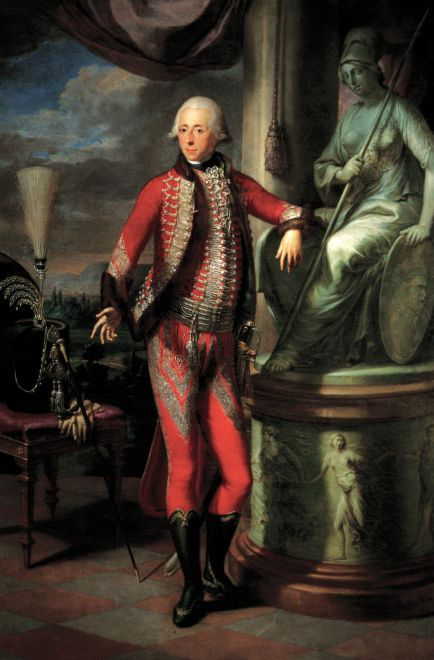
Nicolas II, Prince d'Esterházy (tableau de Martin Knoller, 1793).

Nicolas II est devenu prince régnant à la mort de son père en 1794.
Comme la plupart des aristocrates de l'Empire autrichien, il a passé beaucoup de son temps à Vienne, où sa famille avait un palais. Il a également passé un certain temps, surtout en été, dans son palais (le siège traditionnel de la famille) à Eisenstadt. Comme son père Anton, Nicolas a manifesté peu d'intérêt au cours de son règne pour Esterháza, le célèbre palais que Nicolas Ier avait fait construire en Hongrie.
Nicolas a tenté de nombreuses expériences en matière de gestion de ses biens. Il a permis à l'administration de se renouveler. Il est intervenu dans le domaine de la poste. Il a entrepris avec beaucoup de succès de développer l'élevage des moutons sur ses possessions hongroises. La laine de mouton est devenu la principale source de revenus des Esterházy, avec environ 360 000 têtes élevées sur les quelque 431 000 hectares appartenant à ses 29 domaines. Nicolas II était l'un des hommes les plus riches en Europe.

## Carrière militaire
Comme la plupart des princes dans sa ligne, Nikolaus a poursuivi une carrière en tant qu'officier militaire. Il a été promu major-général le 13 mai 1796, et Generalfeldmarschall en 1803. En 1817, il a été promu Feldzeugmeister. Comme son père, il a été aussi Capitaine de la Garde du corps royale hongroise, de décembre 1803 jusqu'à sa mort en 1833. En 1802, il a été nommé colonel et propriétaire (Inhaber) du 32e régiment d'infanterie, un poste qu'il a occupé jusqu'à sa mort aussi.
Il a reçu la Grand-croix de l'Ordre de Saint-Étienne en 1797. Il a été admis dans l'Ordre de la Toison d'or le 7 janvier 1808. Il a également servi en tant que Chambellan impérial et royal et également comme conseiller privé. En 1829, il a reçu l'Ordre de Fidélité du Grand-duché de Bade et la Grand-croix de l'Ordre du Lion de Zaeringen. Le royaume de Bavière lui a décerné l'Ordre de Saint-Hubert et la Maison de Hanovre lui a décerné la Grand-croix de l'Ordre royal des Guelfes en 1816.
Un moment dramatique dans la carrière de Nicolas s'est produit en 1809. Napoléon, juste après avoir vaincu les armées autrichiennes et occupé Vienne, a cherché à affaiblir la monarchie des Habsbourg en la coupant de ses territoires hongrois. Nicolas était le candidat de Napoléon pour devenir roi d'une Hongrie indépendante. Fidèle à la tradition de loyauté des Esterházy envers leur Empereur, Nicolas a refusé l'offre. Il est même allé plus loin et a recruté un régiment de volontaires pour aider à défendre l'Empire, une action qu'il avait déjà menée en 1797. La Hongrie est restée une partie de l'Empire jusqu'au XXe siècle.

## Mécène des arts et de l'architecture
De décembre 1794 à juin 1795, le prince Nicolas a refait un voyage en Italie, où il a rencontré à Rome et à Naples des personnalités de la vie culturelle. Son mentor Anton Lamberg-Sprinzenstein l'accompagnait. Nicolas est devenu l'ami de l'anglais Augustus Frederick de Sussex. Il a commandé le portrait de sa femme et de sa maîtresse à Angelika Kauffmann. Il a demandé conseil à l'archéologue berlinois Aloys Hirt pour ses achats d'objets d'art. L'objectif était de constituer une collection de tableaux. Il a donc acheté les peintures et dessins d'Andrea del Sarto, Le Corrège, Raphaël (La Madone Esterházy), Claude Lorrain, Anton Raphael Mengs, Jacob Philipp Hackert, Wilhelm Friedrich Gmelin (de) et d'autres. Il employait un conservateur, Joseph Fischer, qui était aussi un peintre paysagiste et graveur.
Le jardin autour du palais du prince à Vienne (plus tard Palais Arenberg) est devenu célèbre à ce moment. Le prince a pu mener des expériences concernant les bâtiments, la galerie et les jardins en relation avec ses projets de remodelage de sa résidence à Eisenstadt. Les dessins du jardin et des bâtiments étaient conçus par l'architecte français Jean-François Thomas de Thomon.
Nicolas a passé quelques années à essayer de trouver une maison pour sa collection (et aussi la protéger lors des invasions napoléoniennes de 1805 et 1809. À un moment de cette dernière année, il l'a expédiée à Pest sur le Danube pour la mettre en sécurité. Finalement, il l'a installée dans le palais du prince de Kaunitz, que Nicolas a acheté en 1814. Le palais a été transformé en une galerie ouverte au public et est considérée aujourd'hui comme une importante collection.

### Le palais et les jardins

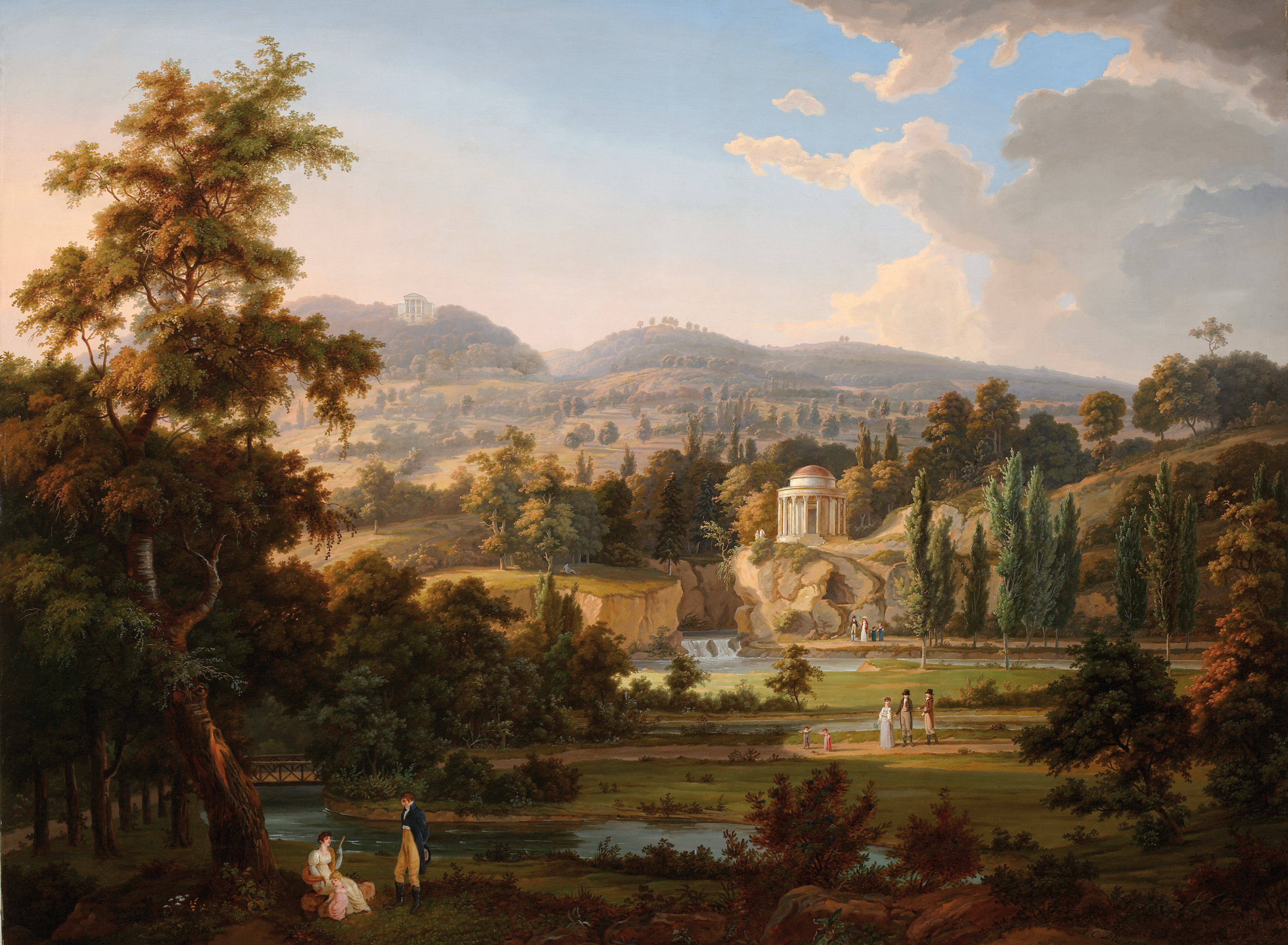
Vue sur les jardins remodelés d'Eisenstadt par Albert Christoph Dies. La vue aujourd'hui est très semblable mais plus boisée.

Après un voyage à Paris et Londres de décembre 1802 à août 1803, lors duquel il s'est informé sur les produits de luxe, l'architecture, la conception des jardins, la technologie et l'art contemporains, à l'automne 1803, le prince Nicolas a entrepris la transformation du domaine d'Eisenstadt, la demeure ancestrale de style baroque de la famille. Le bâtiment a été reconstruit par Karl Ehmann dans le style d'un palais néoclassique conçu par l'architecte Jean-Charles-Alexandre Moreau que le prince avait rencontré à Paris. Cependant, le travail en raison de l'occupation d'Eisenstadt par les troupes de Napoléon a été interrompu et n'a pu reprendre à cause de la situation financière de Nicolas. Seule la partie centrale de la résidence princière a été terminée, alors que le projet de Moreau prévoyait un bâtiment deux fois plus grand.
Nicolas a modifié les jardins dans le style anglais contemporain (1797).
Les jardins redessinés contiennent de vastes serres, destinées à la fois à aider à l'aménagement paysager et à abriter une grande collection de plantes, qui dès 1820, se montait à 60 000 variétés. Nicolas II a fait appel au botaniste français Louis Claude Noisette pour l'aider dans ses projets. Les serres ont été divisées en chambres dont on contrôlait la température et l'humidité. À partir de 1803, les jardins ont été arrosés par une pompe actionnée par un moteur à vapeur importée d'Angleterre, le premier moteur à vapeur dans l'Empire autrichien.

### Mécène de la musique
Le prince avait un certain niveau comme musicien (un portrait de lui par Fischer le montre jouant de la clarinette) et il a consacré une partie de sa richesse comme un mécène de la musique.

#### Haydn
Lorsque Nicolas a succédé à son père en tant que prince, il a partiellement relancé la création musicale à Esterházy, qui avait fleuri (avec un orchestre complet et une compagnie d'opéra) sous l'impulsion de son grand-père Nicolas I, mais avait été considérablement réduite par son père Anton. Nicolas a persuadé Joseph Haydn d'accepter la charge (même à temps partiel) de Kapellmeister, et de reconstituer peu à peu un groupe d'instrumentistes et chanteurs: 15 en 1796, 29 en 1802.
Ces ensembles de musiciens, renforcés par des extras occasionnels, ont créé plusieurs œuvres majeures, notamment les six messes composées par Haydn, certaines pour célébrer la fête de l'épouse de Nicolas, Maria Hermenegild. Le fait que les compositions de Haydn pour Nicolas soient principalement des œuvres religieuses (contrairement aux symphonies et aux opéras que Haydn avait composés pour le grand-père de Nicolas) reflète la préférence du prince pour la musique religieuse.
Nicolas a eu au début une relation difficile avec Haydn. Il a traité le compositeur de renommée mondiale comme un serviteur, l'appelant simplement «Haydn». Sous l'influence de sa femme, Nicolas a progressivement changé son attitude et a finalement été plus respectueux vis-à-vis de son maître de chapelle.
Pendant la longue période d'infirmité de Haydn (environ de 1803 à sa mort en 1809), le prince a été très généreux, augmentant la pension du compositeur pour compenser l'inflation (1806) et couvrant ses frais médicaux. Il a servi à titre posthume Haydn en 1820 par ses vigoureuses, quoique infructueuses tentatives pour récupérer le crâne volé du compositeur.

#### Autre mécénat musical
Nicolas était également actif dans la vie musicale de Vienne. Il était membre de la Gesellschaft der Associierten (en), une organisation d'aristocrates qui a joué un rôle important dans l'organisation de concerts. Il a aussi été l'un des aristocrates souscripteurs de la première œuvre majeure publiée de Ludwig van Beethoven, son Opus 1, ses trios avec piano.
Après la retraite de Haydn, Nicolas a continué à soutenir financièrement avec d'autres musiciens, y compris Johann Michael Fuchs et Johann Nepomuk Hummel. Nicolas a commandé en 1807 la Messe en ut de Ludwig van Beethoven, poursuivant la tradition des messes composées pour la fête de la princesse. Le prince n'a pas aimé l'œuvre et l'observation qu'il a faite lors de la création dirigée par Beethoven a provoqué chez ce dernier un accès de colère. Nicolas a écrit plus tard à la comtesse Henriette Zielinska, « la musique de Beethoven est insupportablement ridicule et détestable ; je ne suis pas convaincu qu'elle puisse être jouée un jour correctement ».

## Difficultés financières et sa fin de vie
Selon Mraz, Nicolas a subi la très forte inflation qui est survenue dans l'empire d'Autriche à la suite des guerres napoléoniennes. Il a continué à dépenser à la fois pour des œuvres d'art, et, finalement, la loi est intervenue, mettant ses biens sous séquestre (1832). Mraz décrit la fin de sa vie comme « peu glorieuse ». Nicolas est mort en 1833 à Côme, en Italie.
La plus grande partie des collections a été vendue aux enchères après sa mort et elles sont tombées dans l'oubli. Les tableaux importants et la collection de dessins ont été exposés en 1865 dans la nouvelle Académie hongroise des sciences et en 1871, ils ont été cédés par la famille à l'État hongrois. Aujourd'hui, ils forment le fonds principal du Musée des beaux-arts de Budapest.